# مولي تورنر
مولي تورنر (بالإنجليزية: Molly Turner)‏ هي صحفية أمريكية، ولدت في 1923، وتوفيت في 21 يوليو 2016.